# 北海道道683号大観山公園線
北海道道683号大観山公園線（ほっかいどうどう683ごう たいかんやまこうえんせん）は、北海道網走市内を結ぶ一般道道（北海道道）である。

## 概要
北海道網走市呼人から網走中心市街地南西部に位置する天都山、大観山とよばれる高台を縦貫して網走市街地に至る観光道路で、網走国定公園内に位置する。沿線はオホーツク公園をはじめ、北海道立北方民族博物館、オホーツク流氷館などのレジャーや観光施設が集まる。

### 路線データ
- 起点：北海道網走市呼人（国道39号交点）
- 終点：北海道網走市南6条西1丁目（国道244号・北海道道490号中園網走停車場線交点）
- 路線延長：9.5 km

## 歴史
- 1970年（昭和45年）3月31日 - 路線認定[1]。

## 路線状況

### バイパス
- 鉄南本通り線
網走市中心市街の南8西3交差点で現道を分岐し、同市潮見2丁目の道道490号（潮見台通り）に接続する約2.7 kmの道路。バイパスには、新光橋、西山橋、女神橋の3本の橋が架かる。

### 別名
- 山下通
山下通は、網走市中心市街地の南淵に沿って東西方向に横断する街路名で、南9条西4条 - 南8条西1条の約0.5km区間が本道に指定されている。
- 感動の径
美しい日本の歩きたくなるみち500選認定コース。「四季彩り・感動の径」とよばれる日本を代表する美しいみち。

## 地理

### 通過する自治体
- オホーツク総合振興局
  - 網走市

### 交差する道路
網走市
- 国道39号 - 呼人（起点）
- 国道244号 - 南6条西1丁目（終点）
- 北海道道490号中園網走停車場線 - 南6条西1丁目（終点）

### 沿線にある施設など
網走市
- 大観山
- 北海道立オホーツク公園 - 字八坂
- 北海道立北方民族博物館 - 字潮見309-1
- 天都山